# Долна Франкония
Долна Франкония (на немски: Unterfranken) е административен регион в Централна Германия, провинция Бавария. Административен център е град Вюрцбург.
Датира от 1817 г. и първоначално се казва Untermainkreis, но през 1837 е преименуван на Долна Франкония и Ашафенбург (Unterfranken and Aschaffenburg). През 1933 нацистът Гаулайтер Ото Хелмут иска да го преименува на Mainfranken, но след 1945 е възстановено името Долна Франкония.

## Окръзи и самостоятелни градове
Долна Франкония включва 9 окръга и 3 самостоятелни града:
- Самостоятелни градове
  - Ашафенбург
  - Вюрцбург
  - Швайнфурт
- Окръзи
  - Ашафенбург
  - Бад Кисинген
  - Вюрцбург
  - Китцинген
  - Майн-Шпесарт
  - Милтенберг
  - Рьон-Грабфелд
  - Хасберге
  - Швайнфурт